# Conta
La conta è una modalità di sorteggio: serve a effettuare una scelta tra diverse opzioni, ad esempio tra più oggetti o persone. Di solito gli elementi tra cui si deve scegliere si dispongono in cerchio. È usata soprattutto dai bambini per decidere chi dovrà svolgere un particolare ruolo all'interno di un gioco. Ad esempio a nascondino designa il giocatore che deve cercare tutti gli altri nascosti, a mosca cieca chi sarà bendato, a passo e pesso chi sarà il primo a tirare la sua pietra.
La conta consiste di solito in una filastrocca cantata scandendo le sillabe. Uno dei giocatori decide di guidare la conta: è lui a pronunciare il testo, unendo a ogni sillaba un gesto del braccio e della mano a indicare a giro uno dei partecipanti alla conta e partendo dal primo dopo di lui in senso antiorario. Il giocatore indicato dall'ultima sillaba è quello designato.
Conoscendo il numero di sillabe della conta e il giocatore da cui parte il giro si può dunque conoscere in anticipo chi sarà la persona scelta.